# III Premis Turia
Els III Premis Turia foren concedits el juliol de 1994 per la revista valenciana Cartelera Turia amb la intenció de guardonar les persones i col·lectius que haguessen destacat l'any anterior en qualsevol de les categories i seccions que cobria la revista: cinema (pel·lícula espanyola i estrangera, actor i actriu), teatre, arts plàstiques, literatura, gastronomia, mitjans de comunicació, esports, música, literatura, etc. La llista de guanyadors era escollida per l'equip de redactors i col·laboradors de la revista. En aquesta edició es van incloure els premis a la millor pel·lícula i a la millor actriu porno. La guanyadora, la britànica Sarah Young, va visitar València i es va fer una foto amb el president Joan Lerma.
El premi consistia en una estàtua que imitava la que sortia a la mítica pel·lícula El falcó maltès (1950) de John Huston.

## Guardons
Els guanyadors de la segona edició foren:
| Categoria                                     | Premiat                                                          | Labor premiada                                        |
| --------------------------------------------- | ---------------------------------------------------------------- | ----------------------------------------------------- |
| Millor Pel·lícula Espanyola                   | El sol del membrillo                                             | Víctor Erice                                          |
| Millor Pel·lícula Estrangera                  | Nens robats                                                      | Gianni Amelio                                         |
| Millor Opera Prima                            | La ardilla roja                                                  | Julio Medem                                           |
| Millor Actor                                  | Juan Echanove                                                    | Madregilda                                            |
| Millor Actriu                                 | Emma Suárez                                                      | La ardilla roja                                       |
| Menció especial de cinema                     | Francisco Regueiro                                               | Pel conjunt de la seva cinematografia                 |
| Millor contribució teatral                    | Cristina Fenollar, Victoria Salvador i Amparo Ferrer (La Pavana) | Pánico de contenido                                   |
| Menció especial teatre                        | Dagoll Dagom                                                     | 20 Anys                                               |
| Millor contribució gastronòmica               | Óscar Torrijos                                                   | -                                                     |
| Millor contribució literària                  | Juan Marsé                                                       | El embrujo de Shanghay                                |
| Millor contribució als mitjans de comunicació | Maruja Torres                                                    |                                                       |
| Menció especial literatura                    | Tres i Quatre                                                    | 25è Aniversari                                        |
| Millor contribució esportiva                  | Mar Valencia Francisco Camarasa                                  |                                                       |
| Millor contribució musical                    | Inma Lázaro del Centre Cultural i Social de Bancaixa             | per la seva programació en l'apartat de Nits de Jazz; |
| Millor contribució a les arts plàstiques      | Equip gestor de l’IVAM                                           | --                                                    |
| Premi Especial                                | Societat Coral El Micalet                                        | --                                                    |
| Premi Especial Humor                          | Luis Sánchez Polack                                              | --                                                    |
| Millor pel·lícula porno «El rincón del piu»   | Hidden obsessions                                                | Andrew Blake                                          |
| Millor Actriu Porno Europea                   | Sarah Young                                                      | -                                                     |
| Premi Huevo de Colón                          | J. J. Pérez Benlloch Paco Roig                                   | Per un València campeó                                |